# トリポリ国際空港
トリポリ国際空港(阿: مطار طرابلس العالمي,英: Tripoli International Airport）は、リビアの首都のトリポリ市にある国際空港。アフリキヤ航空、ブラク航空、リビア航空の本拠地である。

## 概要
トリポリ最大の国際空港であるが、後述の戦闘により度々閉鎖され、その機能は近隣のミティガ国際空港によりしばしば代替されている。

### 事故
- 大韓航空803便着陸失敗事故

### 紛争
- 2011年に同国で発生した内戦においてカッザーフィー側が反体制派を空爆し、これを防ぐため国際連合安全保障理事会は安保理決議1973を採択しリビア飛行禁止空域を設定。これにより空港も事実上閉鎖状態となった。同年8月に反カッザーフィー勢力がトリポリに進撃し、空港も戦闘の舞台となる。8月22日には反体制側に制圧され[1]、ほどなくして首都自体が陥落した。
- 2014年7月13日から14日にかけ、空港を掌握していたリベラル系の民兵組織とイスラム武装勢力が交戦状態になり空港が閉鎖。ロケット弾などの使用により駐機していた複数の航空機が被弾した。国際連合リビア支援団（UNSMIL）は、空港における戦闘を受け職員を国外退避させた[2]。戦闘は、空港周辺の地域も含め断続的に継続したが8月23日、イスラム系武装組織側が空港全体を制圧したと発表した。

## ターミナル（就航航空会社）
- 2015年2月現在、全路線が運休中である。

### 国際線ターミナル
- アフリキヤ航空（アビジャン、アクラ、アムステルダム、バマコ、バンギ、ブリュッセル、カイロ、コトヌー、ダカール、ドゥアラ、デュッセルドルフ、ジュネーヴ、ジッダ、カノ、ハルツーム、ラゴス、ロメ、ロンドン、ンジャメナ、パリ、ローマ）
- アルジェリア航空 （アルジェ）
- マルタ航空 （マルタ）
- アリタリア-イタリア航空（ミラノ、ローマ）
- オーストリア航空（ウィーン）
- ブリティッシュ・エアウェイズ（ロンドン）
- ブルガリア航空（ソフィア）
- ブラク航空（アルジェ、カイロ、イスタンブール、ラバト）
- エールフランス（パリ）
- エジプト航空（カイロ）
- エミレーツ航空（ドバイ、チュニス）
- Jat航空（ベオグラード）
- KLMオランダ航空（アムステルダム）
- リビア航空 （アレクサンドリア、アルジェ、アンマン、カイロ、カサブランカ、ダマスカス、ドバイ、イスタンブール、ジッダ、キーウ、ロンドン、マルタ、マンチェスター、ミラノ、ローマ、スファックス、チュニス）
- ルフトハンザドイツ航空（フランクフルト）
- カタール航空（カサブランカ、ドーハ）
- ロイヤル・エア・モロッコ（カサブランカ）
- ロイヤル・ヨルダン航空（アンマン）
- Sevenair（スファックス）
- スーダン航空（ハルツーム）
- スイス インターナショナル エアラインズ（チューリッヒ）
- シリア・アラブ航空（カサブランカ、ダマスカス）
- チュニスエア（チュニス）
- ターキッシュ エアラインズ（イスタンブール）

### 国内線ターミナル
- アフリキヤ航空（ベンガジ）
- Air Libya
- Air One Nine（ベンガジ、セブハ）
- Alajnihah Airways（ベンガジ）
- ブラク航空（アルバイダ 、ベンガジ、セブハ）
- リビア航空（アルバイダ、ベンガジ、ガート、セブハ、Sirte、トブルク）